# Meteorització física

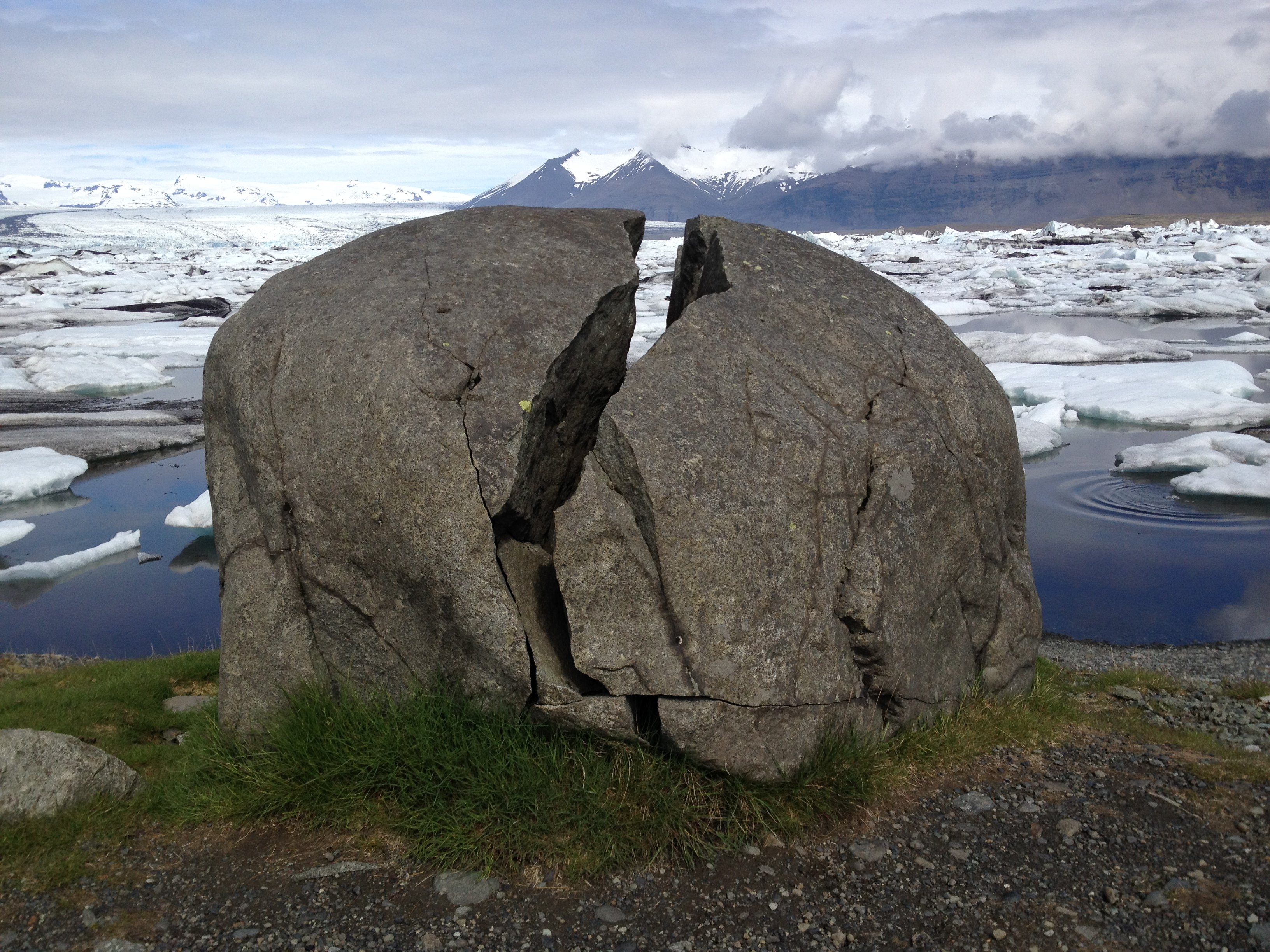
Meteorització física. Trencament d'una roca per gelifracció. Islàndia

La meteorització física o mecànica és la causada pels efectes de la termoclàstia, l'haloclàstia, la crioclàstia o altres processos de meteorització que no comporten una alteració de la composició química de les roques. La meteorització física és un procés geològic i geomorfològic que provoca la desintegració de roques, minerals i sòls sense canvis químics. Un altre procés primari de la meteorització física és l'abrasió, on els clasts i altres partícules són reduïdes en la seva de mida.Es produeix meteorització física o mecànica quan les roques es trenquen en fragments (clasts), sense alterar-se químicament. Una de les causes importants és el canvi de temperatura.

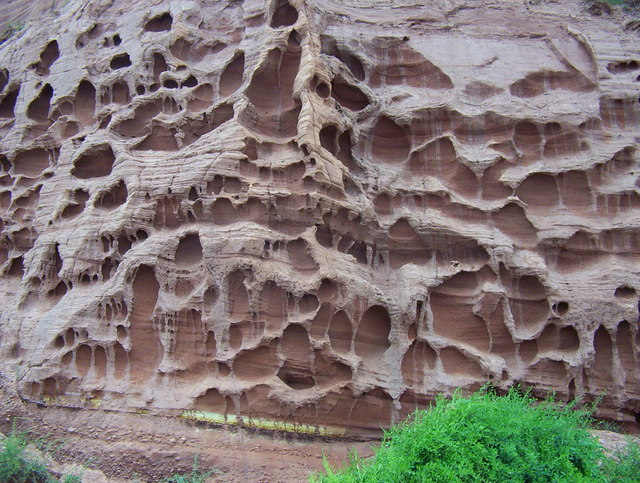
Meteorització física. Haloclàstia (tafoni) en un penya-segat a Budleigh Salterton, sud-oest d'Anglaterra, Regne Unit

Pàgina principal: Meteorització

## Agents principals

### Descompressió
Les roques intrusives consolidades en profunditat, o les sedimentàries que s'ha compactat o metamorfitzat sota grans pressions quan són exposades en superfície es dilaten. Llavors hi apareixen juntes verticals, fissures i clivells.
Les fractures preexistents s'obren i permeten l'acció dels meteors que n'eixamplen les esquerdes. Fins i tot les roques massives tendeixen a esquerdar-se al llarg de les zones naturals més fràgils. Alguns dels efectes més corrents són els plans de llit (feixes o llesques) en les roques sedimentàries, l'exfoliació (fulls i llastres) en les metamòrfiques i l'aparició de dislocacions en les roques ígnies massives.
Les roques ascendeixen lentament a la superfície de la Terra, on s'alliberen del pes que tenien al damunt.

### Termoclàstia
La termoclàstia és resultat de la dilatació i contracció de les roques pels canvis de temperatura entre el dia i la nit. El fenomen és més important a les zones d'alta muntanya i als deserts. Les roques es dilaten durant el dia amb la calor i es contrauen a la nit en referedar-se. La repetició fa que s'acabin esquerdant. Els cicles diaris de calor i fred a les zones desèrtiques provoquen el trencament de les roques perquè els diferents minerals que les componen tenen coeficients d'expansió tèrmica ben diferents.

### Gelifracció o crioclàstia

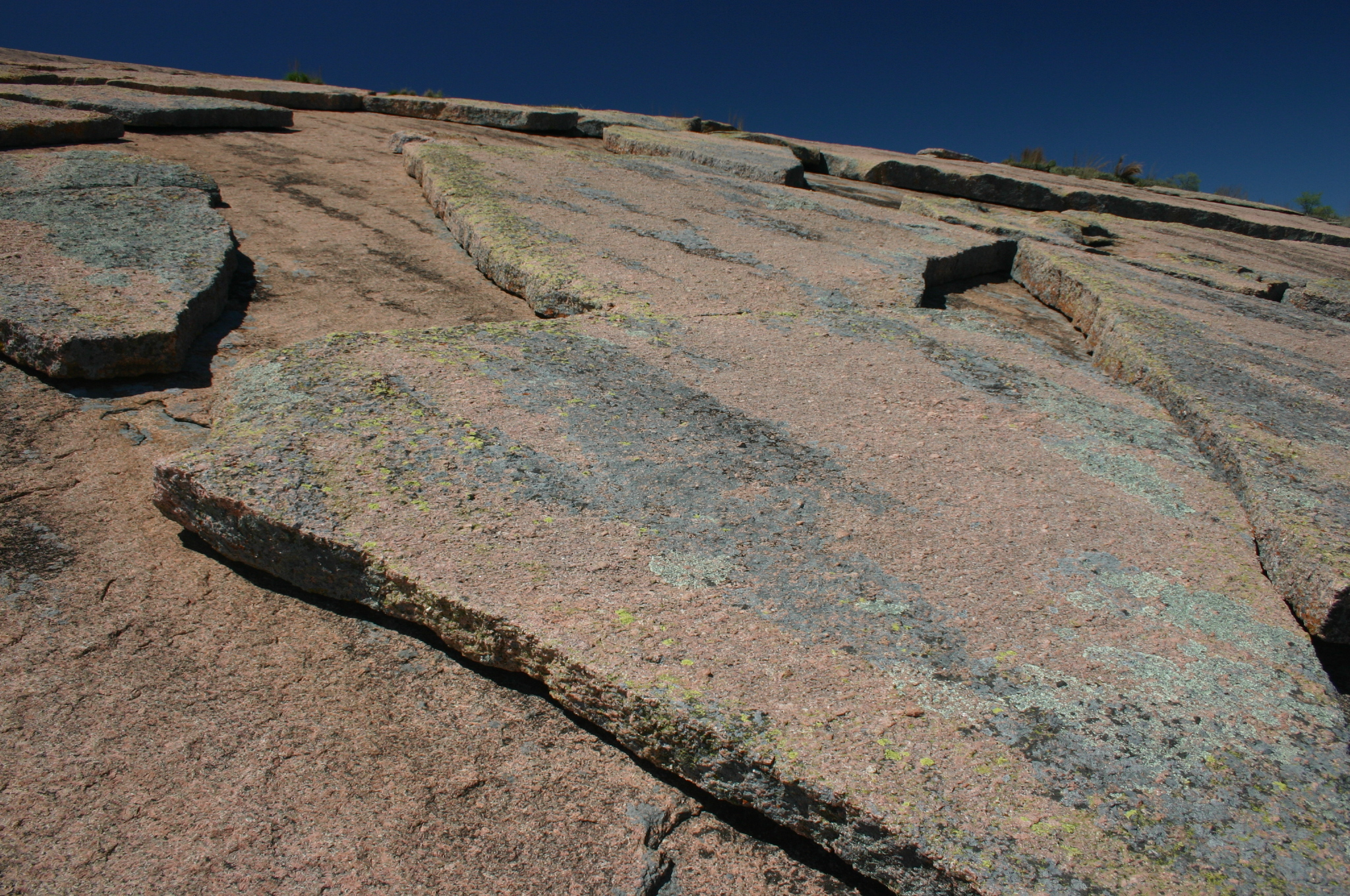
La descompressió hauria produït la ruptura en làmines en una cúpula de granit a l'àrea Enchanted Rock, Texas, EUA

La gelifracció o crioclàstia és resultat del cicle de congelació i fusió de l'aigua. És una de les causes principals que fan que es trenquin i es disgreguin les roques. L'aigua s'introdueix a les petites fissures o esquerdes de les roques. Quan es glaça, n'augmenta de volum i fa lefecte d'una falca que eixampla les clivelles. Si el procés es repeteix moltes vegades i durant força de temps, la roca acaba trencant-se. Així es formen les tarteres de les muntanyes. Quan l'aigua es congela augmenta en volum un 9% i si està confinada dins les roques o escletxes pot produir pressions fins a 125kg/cm2. Els esforços resultants de la cristal·lització, trenquen la roca per les juntes o trenquen els vincles entre minerals.

### Haloclàstia

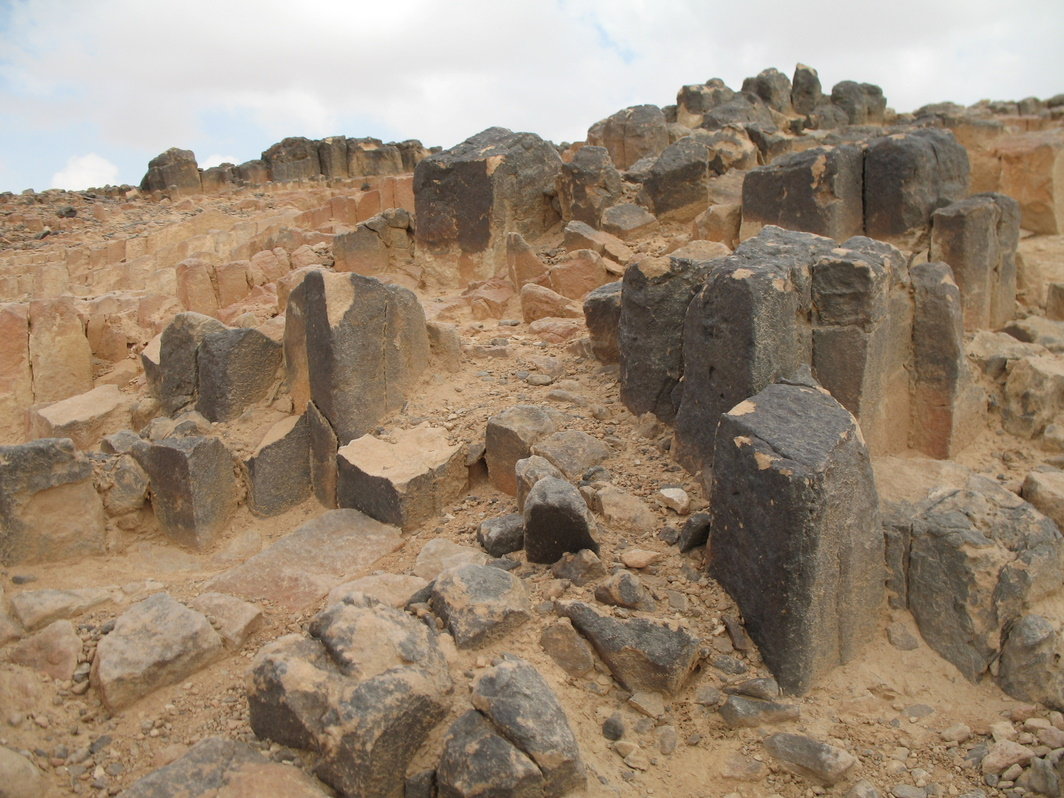
Roques d'arenisca meteoritzades per la termoclàstia i altres processos Makhtesh Ramon - Ha-Minsara, Israel

Fruit d'un procés de cristal·lització. Els cristalls de sal en els porus o els clivells de les roques creen una pressió local superior a la resistència del material. Aquest agent és molt efectiu en àmbits àrids o altres medis on la sal abunda. L'haloclàstia també afecta monuments i façanes d'edificis i s'sassocia comunament al buidatge cavernós (tafoni) o en bresca, sobretot en la base dels penya-segats ombrívols i els sots i blocs que preserven la humitat del clima desèrtic.

## Altres agents

### Activitat biològica
L'acció d'arrels de vegetals i les excavacions dels animals poden produir els inicis de les esquerdes que seran explotades per la meteorització física i augmentaran la superfície exposada a l'acció química, amplificant així la velocitat de desintegració.

### Abrasió
L'abrasió causada per la força de l'aigua, el gel i el vent carregats de sediments, poden formar gorges, barrancs i valls. A les zones glacials, enormes masses de gel en moviment incrustades amb sòl i fragments de roca trituren les roques al seu pas i s'emporten grans volums de materials. En la meteorització per abrasió cal la intervenció d'altres elements en si mateixos o bé de transport com són el vent (eòlic) o làigua en diferent estat (fluvial; glacial).